# Mausohr-Jagdgebiet Belm
Mausohr-Jagdgebiet Belm este o arie protejată (arie specială de conservare — SAC, sit de importanță comunitară — SCI) din Germania întinsă pe o suprafață de 293,39 ha, integral pe uscat.

## Localizare
Centrul sitului Mausohr-Jagdgebiet Belm este situat la coordonatele 52°19′00″N 8°11′42″E / 52.3167°N 8.195°E.

## Înființare
Situl Mausohr-Jagdgebiet Belm a fost declarat sit de importanță comunitară în februarie 2006 pentru a proteja 1 specie de animale. Situl a fost protejat și ca arie specială de conservare în iunie 2016.

## Biodiversitate
Situată în ecoregiunea continentală, aria protejată conține 2 habitate naturale: Păduri de fag Luzulo-Fagetum, Păduri de fag Asperulo-Fagetum.
La baza desemnării sitului se află o specie protejată de  mamifere: liliac comun (Myotis myotis).